# كيكزلا مرمرية
كيكزلا مرمرية (الاسم العلمي: Kickxella alabastrina) هو نوع من الفطريات يتبع جنس الكيكزلا من الفصيلة الكيكزلية.